# Selección de squash de Inglaterra
La selección de squash de Inglaterra representa a Inglaterra en las competiciones internacionales de equipos de squash y está gobernado por England Squash.
Desde 1981, Inglaterra ha ganado 5 títulos del Campeonato Mundial de Squash por Equipos. Su título más reciente lo ganó en 2013, derrotando a Egipto con parciales de 0-3, 3-1 y 1-3.

## Jugadores

### Equipo actual
- Declan James
- James Willstrop
- Daryl Selby
- Tom Richards

## Participaciones

### Campeonato Mundial de Squash por Equipos
| Año   | Resultado | Pos.      | PG        | PP        |
| ----- | --------- | --------- | --------- | --------- |
| 1981  | Semifinal | 4°        | 4         | 3         |
| 1983  | Final     | 2°        | 8         | 1         |
| 1985  | Semifinal | 4°        | 6         | 3         |
| 1987  | Semifinal | 3°        | 7         | 1         |
| 1989  | Semifinal | 3°        | 6         | 2         |
| 1991  | Final     | 2°        | 4         | 1         |
| 1993  | Semifinal | 3°        | 4         | 1         |
| 1995  | Campeones | 1°        | 6         | 0         |
| 1997  | Campeones | 1°        | 5         | 1         |
| 1999  | Semifinal | 3°        | 5         | 1         |
| 2001  | Semifinal | 3°        | 6         | 1         |
| 2003  | Semifinal | 3°        | 6         | 1         |
| 2005  | Campeones | 1°        | 6         | 0         |
| 2007  | Campeones | 1°        | 6         | 0         |
| 2009  | Semifinal | 4°        | 5         | 2         |
| 2011  | Final     | 2°        | 6         | 1         |
| 2013  | Campeones | 1°        | 7         | 0         |
| 2015  | Cancelado | Cancelado | Cancelado | Cancelado |
| 2017  | Final     | 2°        | 6         | 1         |
| 2019  | Final     | 2°        | 6         | 1         |
| Total | 19/19     | 5 títulos | 109       | 21        |

### Campeonato Europeo de Squash por Equipos
| Año   | Resultadp     | Pos.          |
| ----- | ------------- | ------------- |
| 1973  | Campeones     | 1°            |
| 1974  | Campeones     | 1°            |
| 1975  | Campeones     | 1°            |
| 1976  | Campeones     | 1°            |
| 1977  | Campeones     | 1°            |
| 1978  | Campeones     | 1°            |
| 1979  | Campeones     | 1°            |
| 1980  | Final         | 2°            |
| 1981  | Campeones     | 1°            |
| 1982  | Campeones     | 1°            |
| 1983  | Final         | 2°            |
| 1984  | Campeones     | 1°            |
| 1985  | Campeones     | 1°            |
| 1986  | Campeones     | 1°            |
| 1987  | Campeones     | 1°            |
| 1988  | Campeones     | 1°            |
| 1989  | Campeones     | 1°            |
| 1990  | Campeones     | 1°            |
| 1991  | Campeones     | 1°            |
| 1992  | Semifinal     | 3°            |
| 1993  | Campeones     | 1°            |
| 1994  | Campeones     | 1°            |
| 1995  | Campeones     | 1°            |
| 1996  | Campeones     | 1°            |
| 1997  | Campeones     | 1°            |
| 1998  | Campeones     | 1°            |
| 1999  | Campeones     | 1°            |
| 2000  | Campeones     | 1°            |
| 2001  | Campeones     | 1°            |
| 2002  | Campeones     | 1°            |
| 2003  | Campeones     | 1°            |
| 2004  | Campeones     | 1°            |
| 2005  | Campeones     | 1°            |
| 2006  | Campeones     | 1°            |
| 2007  | Campeones     | 1°            |
| 2008  | Campeones     | 1°            |
| 2009  | Campeones     | 1°            |
| 2010  | Campeones     | 1°            |
| 2011  | Campeones     | 1°            |
| 2012  | Campeones     | 1°            |
| 2013  | Campeones     | 1°            |
| 2014  | Campeones     | 1°            |
| 2015  | Final         | 2°            |
| 2016  | Campeones     | 1°            |
| 2017  | Final         | 2°            |
| 2018  | Final         | 2°            |
| 2019  | Campeones     | 1°            |
| Total | x41 - x5 - x1 | x41 - x5 - x1 |